# Dálkový pochod

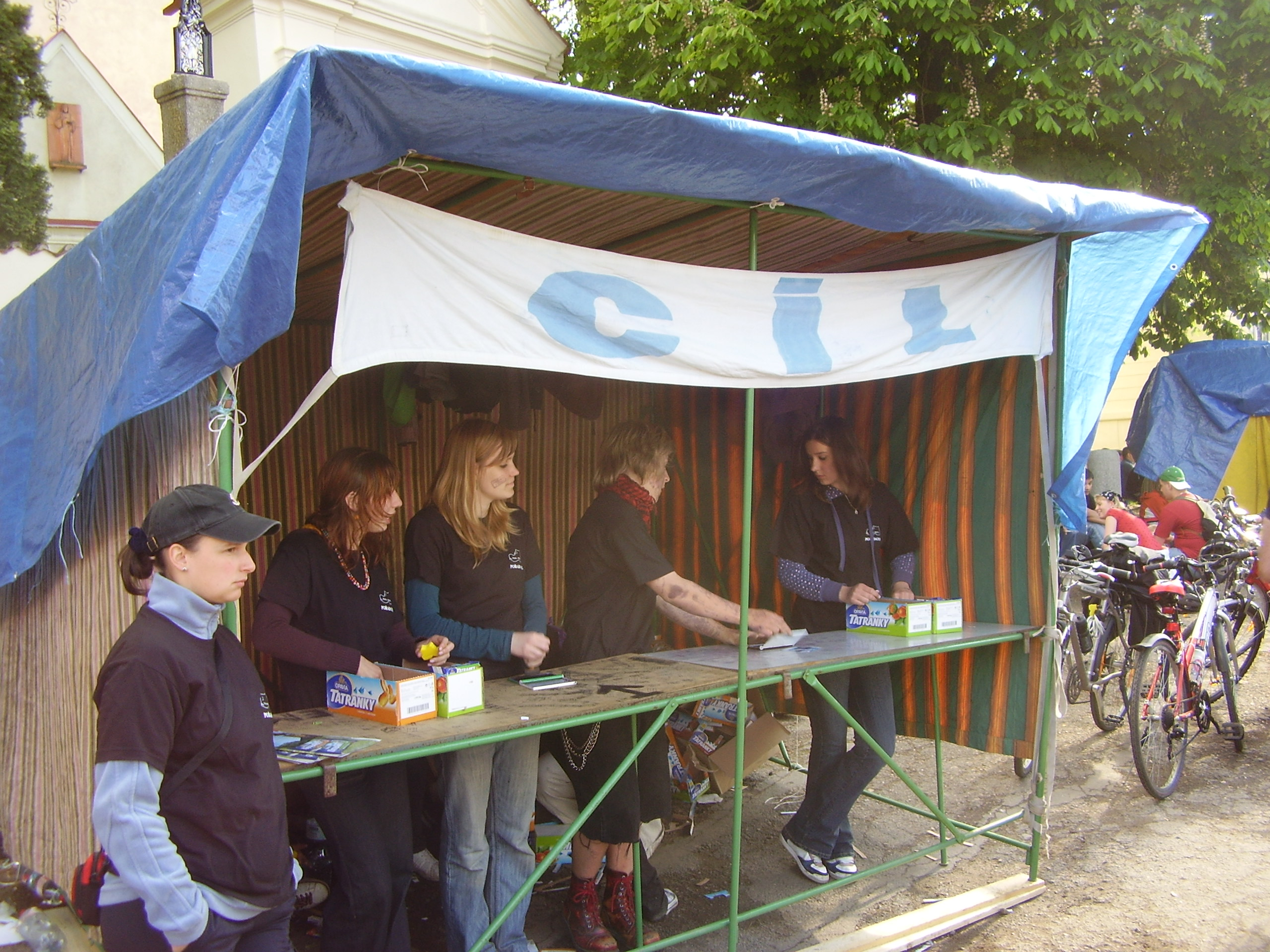
Jedno ze stanovišť cíle pochodu Praha–Prčice na náměstí v Prčici

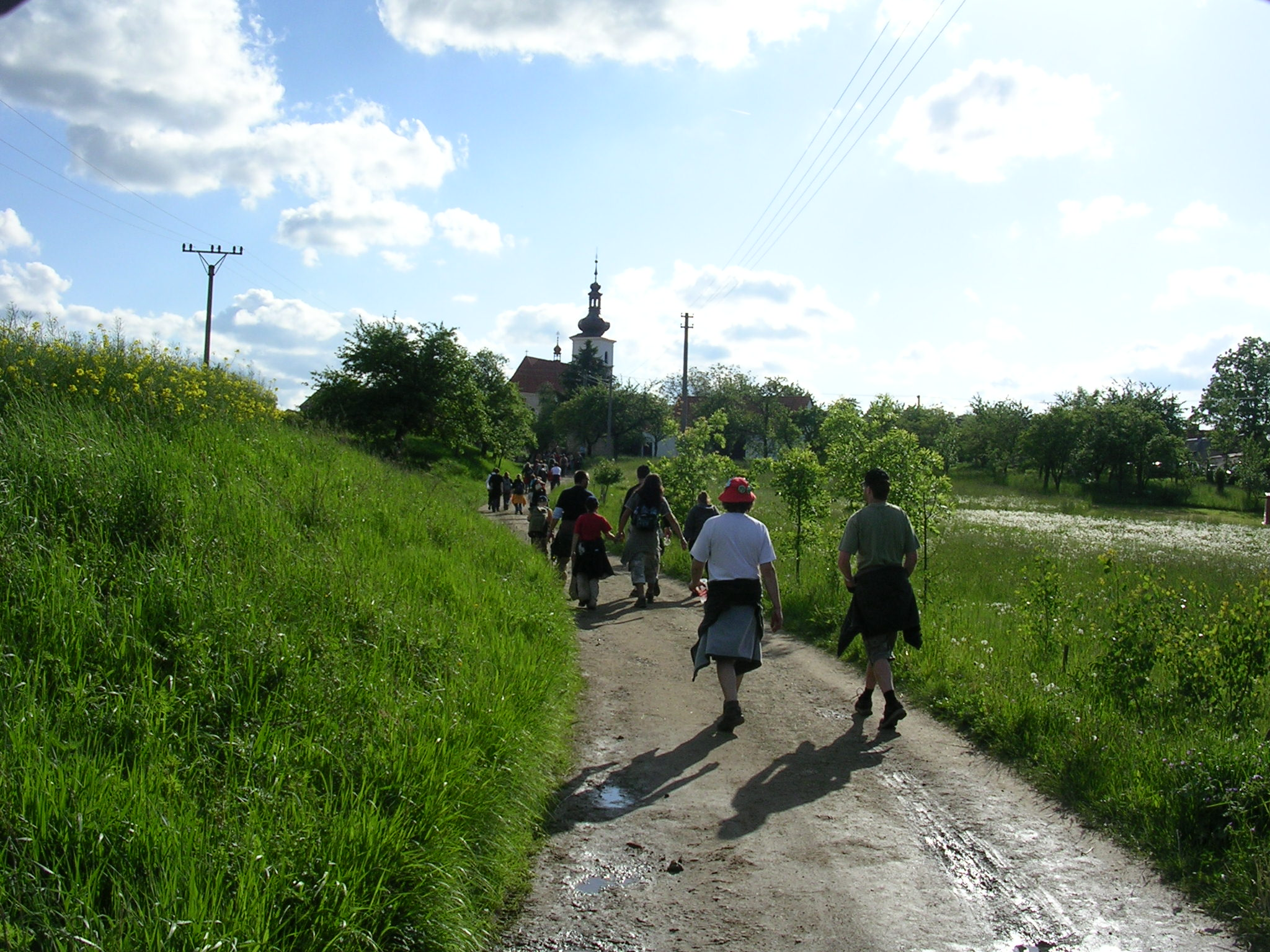
Pochodníci před Prčicí na trasách směrem od Kvašťova

Dálkový pochod je populární forma organizované pěší turistiky. V Česku vznikla spontánně v polovině šedesátých let dvacátého století jako extrémní sport, později zpopularizovala a postupně se rozšířila i o kratší, rekreační formy. Za dálkový se považuje pochod, který měří 50 km nebo více v rámci jednoho dne, kratší pochod se nazývá turistický pochod, některé akce nabízejí trasy v obou kategoriích a toto terminologické rozlišení je ne vždy důsledně dodržováno.

## Forma organizace
Typicky probíhá organizace dálkových a turistických pochodů tak, že organizátor předem zveřejní základní propozice, tedy zejména místo a časové rozmezí startu (obvykle několikahodinové) a základní informace o trase či trasách. Účastníci se pak individuálně i ve skupinách dopravují na místo startu a po zaplacení startovného a po obdržení účastnického papíru s podrobnějším popisem trasy průběžně vyrážejí na trasu. Většina organizátorů vystačí s tím, že účastníkům rozdá listy se slovním popisem trasy, případně i mapkou, větší akce využívají někdy navíc i vlastní značení. Na předem určených místech, ale mnohdy i neurčených místech trasy mívá organizátor stanoviště, tzv. kontroly (ve starší terminologii punkty), na nichž dává účastníkům razítka jako doklad absolvování trasy – to může být spojeno i s dalším programem, například soutěžním, naučným či občerstvovacím. Pro jednotlivé kontroly i cíl pochodu bývá rovněž stanoveno časové rozmezí. V cíli pochodu účastník obdrží drobnou upomínku (diplom, pamětní přívěsek či odznak apod.) Veřejné dálkové a turistické pochody pořádají jak sportovní a turistické organizace, tak například podniky, školy, různé spolky a sdružení a další subjekty, některé z akcí mají speciální tematické zaměření. Menší akce mívají účast v řádu desítek osob, populárnější akce mívají i stovky až desetitisíce účastníků. Na konci 60. let informace o dálkových pochodech zveřejňoval časopis Turista, v 80. letech vycházel přehled pochodů například jako každoroční příloha časopisu Mladý svět, později začaly být vydávány i specializované katalogy a vznikla možnost zveřejňovat akce pomocí internetu.

## Historie
V šedesátých letech do Československa pronikly zprávy o amatérských skupinových dálkových pochodech v Nizozemsku, Francii, Belgii či Švýcarsku, ale také o extrémních profesionálních chodeckých výkonech jednotlivců.
Prvním veřejným českým dálkovým pochodům předcházely pokusy některých uzavřených skupin turistů, například z Opavy či Pardubic, ujít 100 km či co nejdelší trasu za 24 hodin. O podobné extrémní výkony (například o co nejdelší výdrž bez spánku) usilovala i mládežnická skupina Tlupa při TJ AZKG Praha, kterou založil Dr. Jan Květ alias Hony kolem roku 1960 z odrostlých členů oddílů mládeže při Městské stanici mladých turistů a AZKG. Po teoretických dohadech, kolik může člověk ujít na jeden zátah, se skupina rozhodla vyzkoušet svůj odhad, že 100 km za 24 hodin. První český organizovaný dálkový pochod, inzerovaný klubovým letákem a pojímaný spíše jako recese než jako vážný sportovní výkon, se tak konal 1. června 1963 od půlnoci do půlnoci z Čechtic do Prahy a nesl název Tlupí stovka. Následně 20. června o svém počinu informovali v deníku Československý sport a poté i v Československé televizi a výzva k následování nalezla ve sportovní veřejnosti široký ohlas. Ještě téhož roku uspořádali podobné stokilometrové akce vojáci v Luštěnicích a turisté v Opavě (pozdější Bezručova Moravice) a Dubňanech (Moravským Slováckem), v roce 1964 přibyly další dvě akce, Jesenická stovka v Supíkovicích a Jizerská stovka v Liberci. V roce 1965 vzniklo 16 nových stokilometrových akcí, z nichž některé už měly i poloviční, padesátikilometrovou variantu, jeden už stokilometrovou variantu ani neměl a jeden byl naopak delší než 100 kilometrů (125 km Karlovy Vary – Praha); v tomto roce vznikl i první stovkový pochod na Slovensku. Celkem se v roce 1965 konalo 28 dálkových pochodů se 1490 startujícími a do cíle docházelo kolem 50 % startujících. Na Slovensku došlo k většímu rozvoji dálkových pochodů až v polovině 70. let.

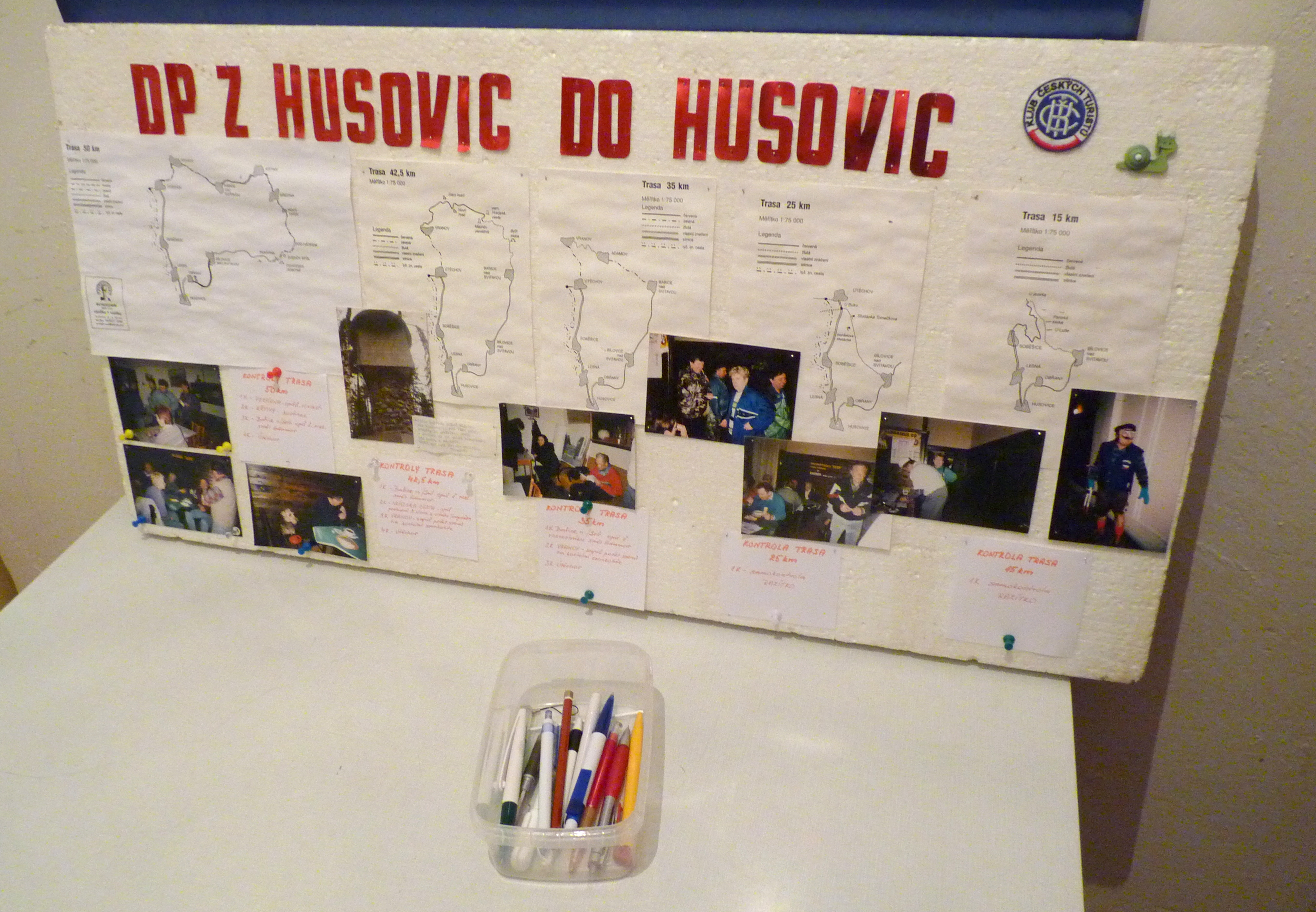
Nástěnka u startu dálkového pochodu Z Husovic do Husovic (2014)

Na 19. prosince 1965 svolala redakce časopisu Turista, vedená Jiřím Dvořákem, do Prahy všechny známé organizátory a příznivce dálkových pochodů na setkání, kde 38 účastníků zastupujících 32 pochodů po vzájemném seznámení a vášnivých diskusích sestavilo a schválilo „Desatero regulí dálkových pochodů“, v nichž nad ortodoxními stovkaři zvítězila skupina, která prosadila definici dálkového pochodu jako pochodu o délce od 50 km. Na to 20. dubna 1966, tři dny po konání prvního ročníku pochodu Praha–Prčice, reagoval Ústřední odbor turistiky ČSTV rozpačitým dokumentem „Stanovisko k dálkovým pochodům“, v němž zdůrazňoval negativní stránky dálkových pochodů. 3. prosince 1967 uspořádala redakce časopisu Turista v sokolovně TJ Bohemians Praha druhé setkání organizátorů za účasti zástupců 38 pochodů, výsledkem byl dokument „Sedmero zásad organizátorů dálkových pochodů“. Od února 1968 působil v rámci přípravného výboru Českého svazu turistiky Úsek pěší turistiky, jemuž předsedal Ing. Karel Kulle, jeho dlouhodobá koncepce počítala s dálkovými pochody jako perspektivní formou i popularizačním prostředkem pěší turistiky. Od 70. let vydával svaz turistiky výkonnostní odznaky pěší turistiky (VOPT) za absolvování 1000, 5000, 10000 a 20000 kilometrů, do nichž však je možno započítávat jen dny, v nichž turista ujde alespoň minimální vzdálenost, která původně činila 50 km, postupně byla snížena na 30 až 20 km.
„Sedmero regulí dálkových pochodů“ DP“ z 24. ledna 1968 vymezuje roli dálkových pochodů vůči lehké atletice (nejde o závod, ale o vítězství nad sebou samým, a proto organizátoři nesmí sledovat údaje o časech jednotlivých účastníků) i vůči pravidelné turistické činnosti, která je mnohem všestrannější a tím i hodnotnější, omezuje účast na pochodech o délce nad 80 km na dospělé osoby se zdravotním potvrzením způsobilosti, a doporučuje pořádat pochody na 75 a 50 km. Pátý bod sedmera klade důraz na to, aby trasa byla hezká a zajímavá, přičemž doporučuje, aby každý ročník přinesl něco nového. Sedmý bod sedmera doporučuje rozsah servisu v cíli pochodu a nastiňuje úlohu průchozích punktů jako psychickou podporu a samaritánské poslání, nikoliv kontrolu chybných kroků a lstných úmyslů účastníků. Osmý bod sedmera zdůrazňuje, že pochody mají být určeny zejména pro místní lidi, nikoliv pro borce pochodující týden co týden jiný pochod po celé republice.
Před i po schválení těchto regulí se vedly vášnivé diskuze. Zdaleka ne všichni se schválenými zásadami souhlasili. Na vybraných pochodech se nehledě na tyto regule závodilo a výsledkové listiny byly zejména na 100 km pochodech vydávány dál. Což vedení svazu turistiky ČSTV velmi nelibě neslo. Proto se později musely vydávat pouze neoficiálně a někdy i tajně (zdroj: Víškovy střípky z dálkových pochodů). V čele takto rebelujících organizátorů stáli pořadatelé pochodu Orlické kilometry v Mladkově, ale našla se i spousta dalších, kteří razili tuto sportovní formu pochodo-běhů. Jelikož v té době žádná oficiální atletická disciplína v běhu na 100 km neexistovala, scházela se na pochodech řada kvalitních běžců. V západní Evropě však žádný takovýto zákaz nebyl, a tak se řada akcí vyvinula do velmi zajímavého hybridu přístupného pro širokou výkonnostní škálu, kde na startovní čáře stojí v symbióze vedle sebe nejlepší světoví běžci – Ultramaratonci i běžní pěší turisté. Je to například akce "100 km von Biel" s mnohaletou tradicí nebo současný fenomén Ultra-Trail du Mont-Blanc.
Pochod Praha–Prčice v délce 65 km se konal poprvé roku 1966, od roku 1970 začaly přibývat i kratší trasy a vrcholu popularity dosáhl tento pochod v první polovině 80. let, kdy se jej zúčastňovalo (na více než 20 trasách) přes 30 tisíc startujících (v roce 1981 rekordně přes 35 tisíc), v dalších desetiletích účast opět poklesla ke 20 tisícům. Rozsahem jde o světově ojedinělou akci svého druhu.
Dálkové i turistické pochody se organizují po celý rok každý víkend po celé České republice, ale i v zahraničí. Po roce 2000 přibývá akcí, které jsou kombinovány i s trasami pro cykloturisty (pochod Praha–Prčice od roku 2005). Naopak ubývá účastníků na dálkových pochodech 100 km a 50 km, mnoho tradičních pochodů proto zaniká. Populární jsou především krátké turistické pochody pod 20 km,[zdroj?] což je způsobeno vysokým průměrných věkem jejich účastníků.[zdroj?] Mladí lidé o tuto formu sportu a zábavy již jeví velmi malý zájem.[zdroj?] Některými organizátory jsou zařazovány i trasy okolo 5 km,[zdroj?] čímž je název "dálkový pochod" devalvován.
Po roce 2008 se o pochody díky propagaci na internetu začala zajímat zase mladá generace. Statistika účasti na pochodech na 50 km a 100 km začíná významně stoupat. Přispěly tomu projekty typu dalkovepochody.cz (informační servis dálkových pochodů) nebo Československá tisícovka. Významný krok v propagaci dálkových pochodů se na podzim roku 2010 povedl horolezci Liborovi Uhrovi společně s týdeníkem Sedmička. Na extrémní horský dálkový pochod Beskydská sedmička na 87 km s převýšením 5500 metrů se mu podařilo přilákat více než 1500 účastníků a to nejen z řad extrémních sportovců a běžců, ale i velké množství dálkoplazů a pěších turistů (zdroj: reportáž České televize).

## Stokilometrové pochody
Za královskou disciplínu dálkových pochodů bývá považován pochod na 100 km, na který je většinou časový limit 24 hodin. Nejstarším 100 km pochodem v Evropě a možná i na světě, je velmi populární pochod a běh na 100 km ve Švýcarském Bielu, jenž se koná od roku 1959. Nejstarší dodnes konaná stovka v České republice je stovka Krakonošova, jejíž první ročník se uskutečnil v roce 1967. Starší stovky jako Tlupí stovka, Moravským Slováckem či Bezručova Moravice už zanikly, nebo organizátoři pořádají pouze kratší tratě.
Krakonošova stovka bývá některými účastníky označována nejen jako nejstarší, ale též jako nejtěžší a nejkrásnější stovka. Převýšení na trase činí více než 3800 metrů.
Nejvíce účastníků v současnosti zaznamenává stovka Brněnské vokruch vokolo Štatlu. V roce 2012 na ni odstartovalo 430 účastníků. Většina lidí však startuje pouze s cílem vyzkoušet si, co tato náročná disciplína obnáší. Do cíle tak doráží pouze necelých 30 procent účastníků.
Ještě více účastníků (cca 600) se pravidelně zúčastňuje akce 5BV – Pět beskydských vrcholů. Jedná se o náročný orientační pochod a běh dvojic. Princip akce tkví v obejití jednoho až pěti beskydských vrcholů, přičemž název dalšího vrcholu není dopředu znám. Tudíž nikdo dopředu neví kolik kilometrů bude nutné absolvovat. Kompletní trasa přes všech pět vrcholů mívá většinou 110 až 130 kilometrů a 4000 až 5000 metrů nastoupeného převýšení. Dokončí ji však velmi málo startujících týmů.
V posledních letech rostou i počty účastníků 100 km dálkových pochodů, organizovaných teplickým KČT LOKO a Sokolem, např. Týnišťské šlápoty od dubu k dubu, Jarním Šluknovskem, Loučení s turistickým rokem, Pražská stovka (odkazy viz níže).

## Terminologie a slang
Jana Jiřičková v roce 1977 napsala pro časopis Naše řeč článek, v němž se zabývala vznikající terminologií a slangem této tehdy relativně nové vyhraněné sportovní disciplíny. Terminologie byla zčásti přebírána ze starších disciplín (lyžařský běh, atletický maratón, orientační běh, silniční cyklistika), ale zároveň vznikala specifická vrstva nového slangu mládežnického typu. Vznikla slova pochodník (účastník pochodu, relativně rozšířené bylo též slangové označení dálkoplaz), punktovník a cílník (obsluha razítkovacích stanovišť), trasíř (dobrovolník určující či vyznačující trasu) či punktýř. Obšírně se Jiřičková zabývala tím, jaké názvy pochody dostávají.

## Ohlasy v umění a kultuře
Banjo Band Ivana Mládka měl ve svém repertoáru písničku Praha–Prčice, která začíná „Určitě nejsem sportovní typ, papuče s dýmkou sluší mi líp“, jejíž postava se však rozhodne svůj život změnit („jednoho rána řekl jsem dost! … Začínám dýchat, začínám žít, teď mi jen zbývá do Prčice jít“). Pointu vyjadřuje refrén: „Mě láká velice pochod Praha–Prčice, zakoupím si střevíce a hbitě vyrazím. Jsou plné pohody ty dálkové pochody, bez chleba a bez vody já k cíli dorazím.“ (Text Drahoš Čadek, hudba Ivan Mládek, vydal Panton na LP Dobrý den! v roce 1976.)
Režisér Karel Kachyňa natočil roku 1987 film Kam, pánové, kam jdete? (drama/komedie o délce 84 minut). Hlavní postavou je čtyřicetiletý architekt Jan Kolvara, který se po rodinné rozepři nepřipraven z jakéhosi trucu pustí do dálkového pochodu na 100 km, společně se svým mladším kolegou Robertem, jeho dívkou Eliškou a také svým bývalým kamarádem a současným nadřízeným Crhou a jeho milenkou Vaňkovou. Během cesty dojde k řadě osobních rozhodnutí a vyřešení pracovních i osobních vztahů.